# Vallée d'Aoste Chambave Muscat
Le Vallée d'Aoste Chambave Muscat est un vin blanc italien de la région autonome Vallée d'Aoste doté d'une appellation DOC depuis le 30 juillet 1985. Seuls ont droit à la DOC les vins récoltés à l'intérieur de l'aire de production définie par le décret. Les vignobles autorisés se situent en Vallée d'Aoste dans les communes de Chambave, Châtillon, Pontey,  Saint-Denis,  Saint-Vincent et Verrayes.

## Caractéristiques organoleptiques
- couleur : blanc paille brillant aux reflets dorés
- odeur : intense, aromatique, musqué avec des notes de fleur et de miel
- saveur : sec, plein, aromatique, légèrement amer.

Le Vallée d'Aoste Chambave Muscat se déguste à une température de 8 à 10 °C et il se gardera  1 – 2 ans.

## Association de plats conseillée
Comme apéritif, avec des crustacés et des fromages moyennement affinés. Préparation du sabayon.

## Production
Province, saison, volume en hectolitres :
- pas de données disponibles